# Hlebine
Hlebine je vesnice a správní středisko stejnojmenné opčiny v Chorvatsku v Koprivnicko-križevecké župě. Nachází se asi 12 km východně od Koprivnice. V roce 2011 žilo v Hlebine 1 155 obyvatel, v celé opčině pak 1 304 obyvatel.
Součástí opčiny jsou celkem 2 trvale obydlené vesnice.
- Gabajeva Greda – 149 obyvatel
- Hlebine – 1 155 obyvatel

Vesnicí procházejí silnice Ž2114 a Ž2147.